# کریس کلاین (هنرپیشه)
 کریس کلاین (انگلیسی: Chris Klein؛ زادهٔ ۱۴ مارس ۱۹۷۹) یک هنرپیشه اهل ایالات متحده آمریکا است. وی از سال ۱۹۹۹ میلادی تاکنون مشغول فعالیت بوده‌است.
از فیلم‌ها یا برنامه‌های تلویزیونی که وی در آن نقش داشته است می‌توان به رویاهای آمریکایی ، پای آمریکایی، کلوچه آمریکایی۲، ما سرباز بودیم، بگو اینطور نیست و هانک و مایک اشاره کرد.